# استان ال اورو
استان ال اورو (به اسپانیایی: Provincia de El Oro) یکی از بیست و چهار استان کشور اکوادور است. مرکز آن نیز ماچالا است. 